# Abweiler
Abweiler (Luxemburgs:Obëler) is een plaats in de gemeente Bettembourg en het kanton Esch-sur-Alzette in Luxemburg.

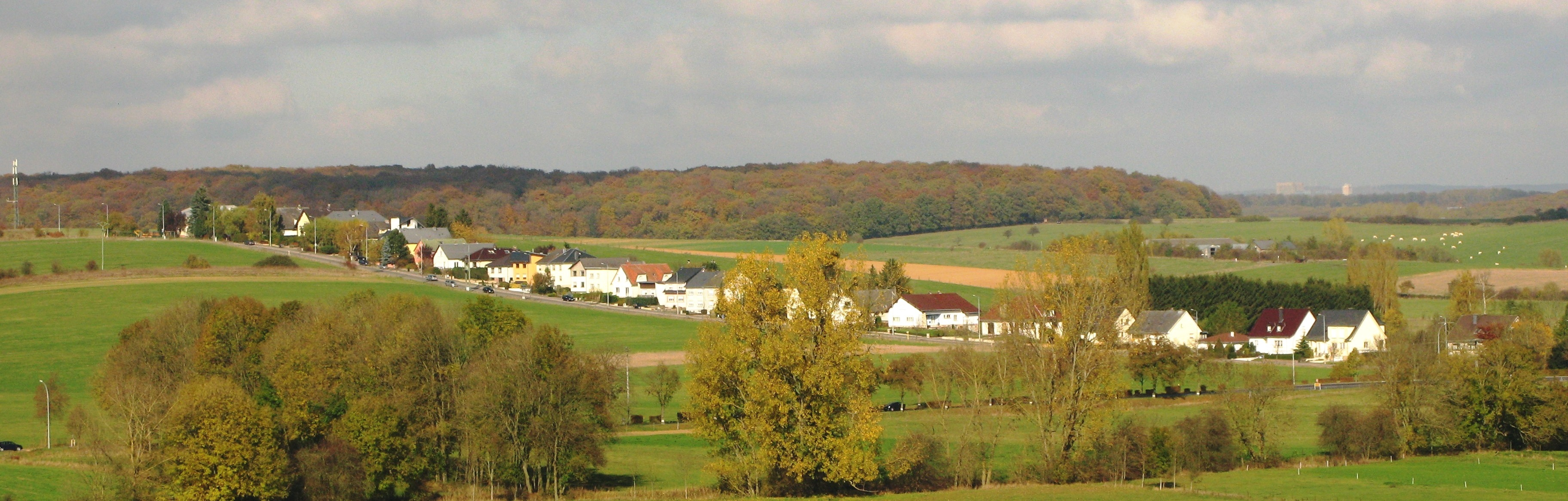
Uitzicht over Abweiler gezien vanaf de nabijgelegen heuvel de Äppelbierg

Abweiler telt 72 inwoners (2001).